# Florø
Pour les articles homonymes, voir Floro.

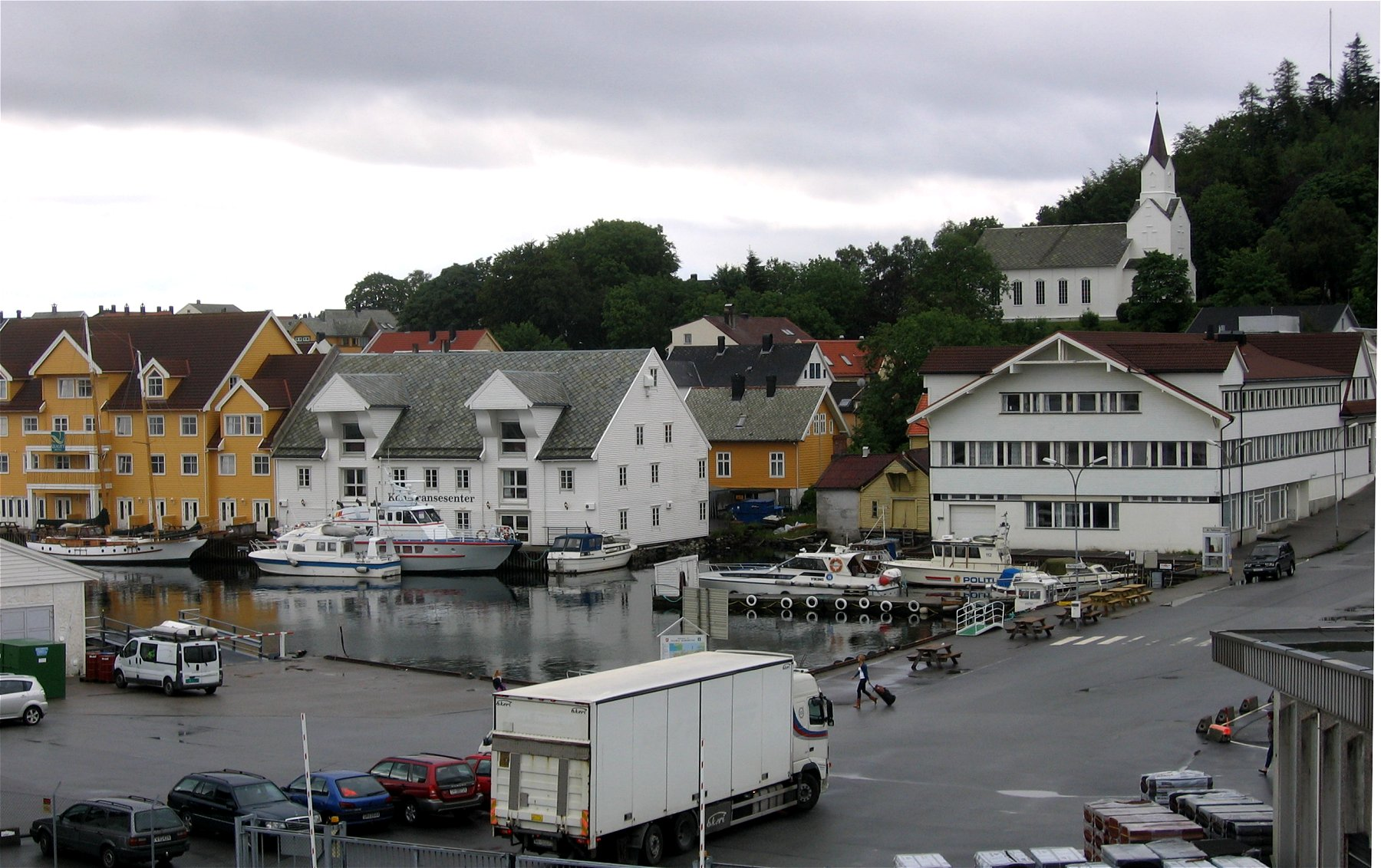
Florø

Florø  est le centre administratif de la kommune de Kinn, dans le comté norvégien de Vestland. Fondée par décret royal en 1860 et peuplée en 2019 de 8 925 habitants, Florø est la ville norvégienne la plus occidentale.

## Personnalités liées
- Thor Solberg (1893-1967), aviateur, y est né et y est enterré.
- Håvard Lothe (1982-), chanteur norvégien y est né.